# Kalinga Magha
Pour les articles homonymes, voir Kalinga.
Kalinga Magha (en tamoul : கலிங்க மாகன் / கலிங்க மாகோன்; en singhalais : කාලිංග මාඝ; en odia : କଳିଙ୍ଗ ମଘା ), aussi connu sous le nom de Magha le Tyran par les cingalais. Une théorie est aussi avancée que Kalinga Magha serait le Kulankayan Cinkai Ariyan mentionné par les tamouls en tant que premier roi du royaume de Jaffna dans l'actuel Sri Lanka. Mais cette dernière fait l'objet de beaucoup de débats.

## Origine
L' origine de Kalinga Magha est inconnue, mais du fait de son nom il est souvent avancé qu'il vient du Kalinga, une région historique qui correspond principalement à l'actuel Odisha avec une fraction nord de l'Andhra Pradesh et du Telangana,. Son origine ethnique fait toutefois l'objet de diverses autres théories.
Kalinga Magha a envahi le nord du Sri Lanka à une époque très particulière de son histoire. En effet, à la fin du XIIe siècle, deux branches de la famille royale cinghalaise se dispute pour le trône du Rajarata: la branche arya qui descend d'une sœur du roi Vijayabahu I, Mithra qui avait épousé un prince Pandya, et la branche kalinga, qui descent du roi Vijayabahu I. C'est dans ce contexte d'extrême rivalité entre les dynasties Kalinga et Pandya que Kalinga Magha prend le pouvoir au Sri Lanka en tuant le roi Parakrama Pandya. Il était accompagné par une armée de mercenaires venu du Kerala.

## Biographie
Une théorie avance qu'il est le fondateur du royaume de Jaffna et le premier roi de la dynastie Ârya Chakravarti. En effet, selon le Segarāsasekara-Mālai, le premier roi de Jaffna provient de la dynastie Ganga orientale (en) du Kalinga.
Cependant, le Chulawamsa (chronique cinghalais) contredit cette théorie car il fait la distinction nette entre Kalinga magha qu'il décrit comme la « plaie venu de Kalinga » et Arya Chakrawarti qu'il décrit comme un général tamoul de la dynastie Pandya. De même le Kailaya Malai (chronique tamoul de Jaffna) rapporte que le premier roi de Jaffna est un prince Pandya dont la famille était liée aux dirigeants de Ramanathapuram au Tamil Nadu.
Kalinga Magha est connu pour avoir envahi le royaume de Polonnaruwa, et détrôné le roi cingalais Parakrama Pandya en 1215. Son règne a vu la migration massive de cingalais au sud et à l'ouest de Sri Lanka, et dans l'intérieur montagneux, dans une tentative d'échapper à son pouvoir. Quatre princes royaux cingalais se constituent à cette époque des domaines indépendants:
- Bhuvaneka-Bahu dans le Ruhana
- Subha-sena-pati à Subhapabbata
- Sankha-chamu-pati à Gangadonipabbata
- Vathimi à Jamdudon  vers 1220/32-1224/36, le futur  Vijayabahu III, fondateur du royaume de Dambadeniya.

Après 21 années de domination tyrannique il est contraint de se retirer en 1236 à Pihita Rata où il meurt en 1255. Magha était le dernier roi à avoir le siège de son pouvoir dans le Rajarata du nord.